# Порожнюк, Елена Алексеевна
Елена Алексеевна Порожнюк (22 октября 1987, Кишинёв) — молдавская футболистка, защитница, тренер. Выступала за сборную Молдавии.

## Биография

### Клубная карьера
Начала заниматься футболом сначала во дворе, а с 13-ти лет — в кишинёвской команде «Грин Тим», позднее переименованной в «Нарта». Первые тренеры — Владимир Андреевич Колесниченко, Евгений Пусиков. Также в школьные годы занималась баскетболом и волейболом. На взрослом уровне становилась чемпионкой и обладательницей Кубка Молдавии по футболу.
В 2006 году ездила на просмотр в российский клуб «Рязань-ВДВ», но переход не состоялся. Полтора года спустя перешла в российский клуб «Надежда» (Ногинск), где выступала два сезона, а после распада этого клуба перешла в воронежскую «Энергию», где тоже провела два сезона. Бронзовый призёр чемпионата России 2009 года, финалистка Кубка России 2010 года.
С 2011 года выступала за краснодарскую «Кубаночку», провела в её составе более 100 матчей в высшей лиге России, была капитаном команды. Неоднократная финалистка Кубка России (2014, 2015, 2016).

### Карьера в сборной
Дебютный матч в сборной Молдавии сыграла в сентябре 2006 года против Эстонии (3:1). Затем несколько лет не выступала из-за того, что сборная попросту не собиралась. После возрождения команды в середине 2010-х годов стала её капитаном. Сыграла в отборочных турнирах чемпионатов мира и Европы не менее 14 матчей, стала автором гола в матче против Литвы 4 апреля 2015 года.
Признавалась лучшей футболисткой Молдавии (2006, 2015).

### Тренерская карьера
Имеет тренерскую лицензию «В». После окончания игровой карьеры вошла в тренерский штаб «Кубаночки», также работает детским тренером в краснодарской ДЮСШ № 7 и по состоянию на 2019 год возглавляет сборную девочек (до 13 лет) Краснодарского края.
Окончила магистратуру Кубанского государственного университета физической культуры, спорта и туризма.